# Počítačová grafika

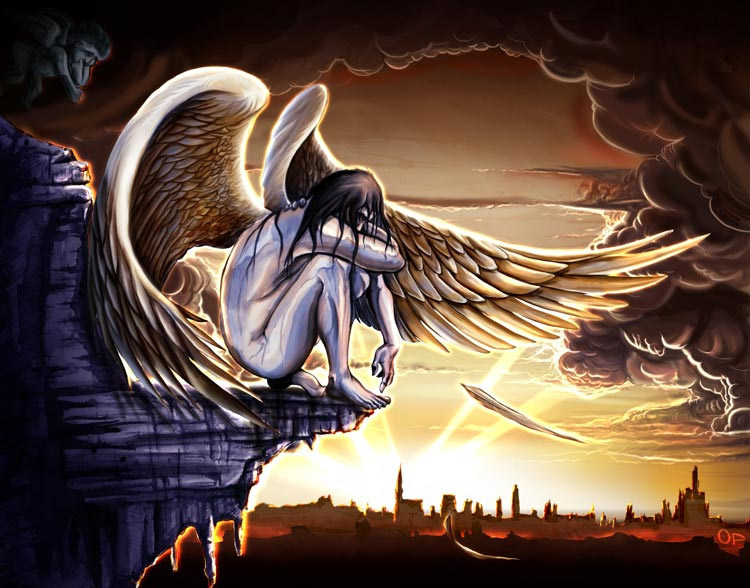
Ukázka počítačové grafiky

Počítačová grafika je z technického hlediska obor výpočetní techniky, který používá počítače k tvorbě umělých grafických objektů a dále také na úpravu zobrazitelných a prostorových informací, nasnímaných z reálného světa (například digitální fotografie a jejich úprava, filmové triky). Z hlediska umění jde o samostatnou kategorii grafiky.
Za první film, kde se počítačová grafika objevila, se považuje 2001: Vesmírná odysea, který se snažil naznačit budoucnost grafických počítačů, nicméně všechny efekty s „počítačovou grafikou“ byly v tomto filmu namalované ručně a speciální efekty se vyráběly tradiční technikou s modely. Prvním filmem, při jehož vytváření byla počítačová grafika skutečně využita, byl The Andromeda Strain z roku 1971.

## Historie

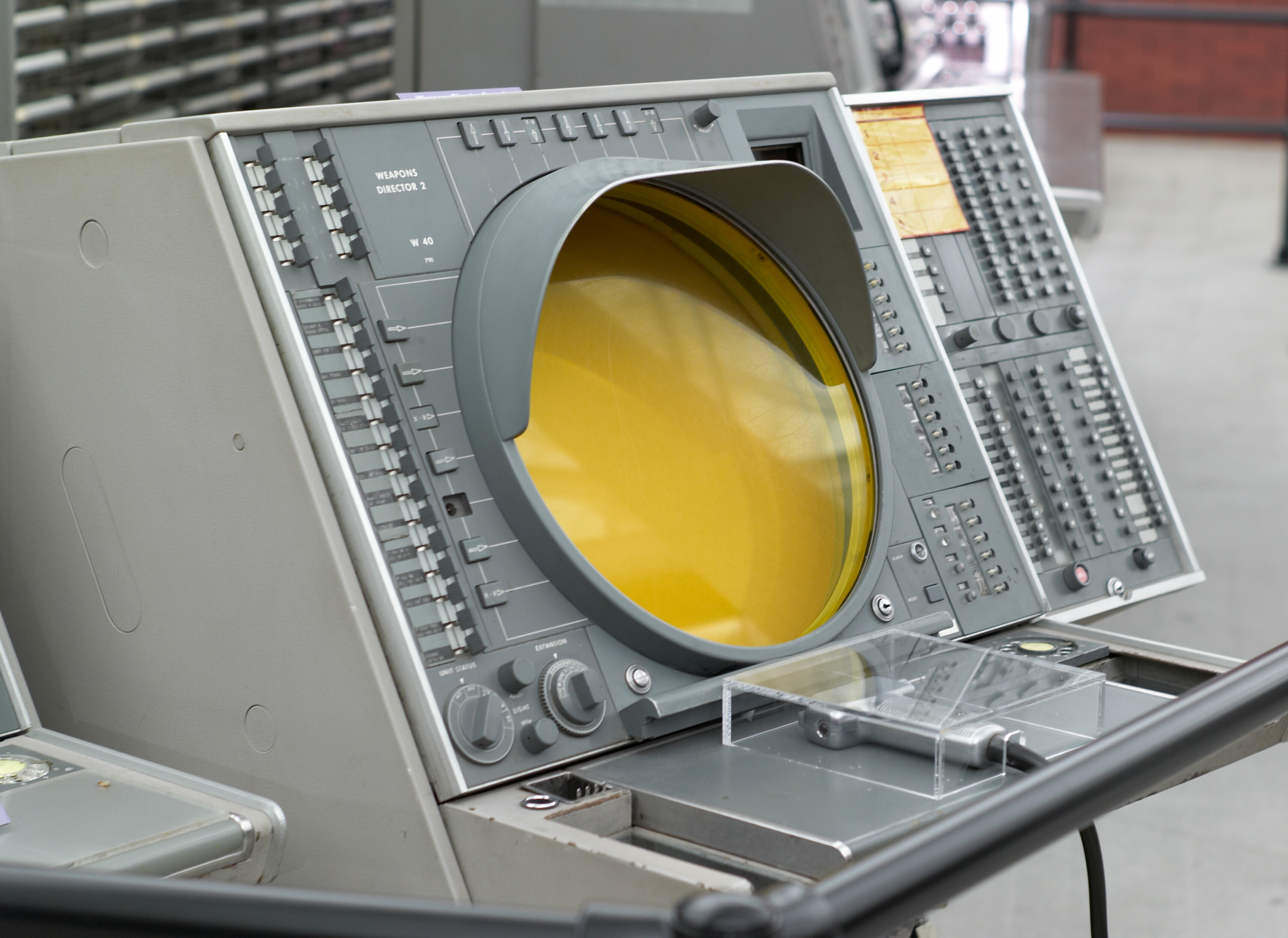
Konzole radarového systému SAGE

William Fetter, designér firmy Boeing, je považován za autora slovního spojení „počítačová grafika“, které použil, když v roce 1960 popisoval svoji práci. Na začátku grafických technologií byly projekty jako Whirlwind, což byl první počítač využívající CRT obrazovku pro výstup dat, který navíc umožňoval využití světelného pera jako vstupní jednotky. Významným krokem byl počítač TX-2, vyvinutý roku 1959 v Lincolnově laboratoři v Massachusetts Institute of Technology. V roce 1963 byl pro tento počítač naprogramován Ivanem Sutherlandem program Sketchpad, který byl prvním programem využívajícím grafické možnosti počítače a tedy i prvním programem s grafickým uživatelským rozhraním. Brzy se začaly významné počítačové firmy zajímat o grafiku a v roce 1965 uvedla firma IBM na trh grafický terminál IBM 2250, první komerčně dostupný grafický počítač..
Na konci 60. let se konaly první konference a vznikly první obecně přijímané standardy, především díky organizaci SIGGRAPH (A Special Interest Group in Graphics), která vznikla v roce 1969 z iniciativy ACM (Association for Computing Machinery). Od roku 1973 se konají pravidelné výroční konference SIGGRAPH, které se staly jakýmsi veletrhem novinek v oblasti počítačové grafiky, ať už jde o software či hardware.
Na konci 70. let se začaly rozšiřovat možnosti osobních počítačů a s nimi i způsoby praktického využití počítačové grafiky. Na konci 80. let se 3D grafika stala skutečností na SGI počítačích, které byly později použity při tvorbě prvních počítačem tvořených krátkých filmů v Pixaru. Od 80. let se v počítačových systémech využívají symboly, ikony, obrázky a další grafické prvky (souhrnně označované jako grafické uživatelské rozhraní) pro usnadnění a zpříjemnění komunikace mezi uživatelem a počítačem.
V 90. letech nastal růst popularity 3D grafiky díky počítačovým hrám a animovaným filmům. V roce 1995 byl uveden film Toy Story, první celovečerní 3D-animovaný film. V roce 1996 byla vydána hra Quake, jedna z prvních her probíhajících výhradně ve 3D prostředí.

## 2D počítačová grafika

Vektorový obrázek je složen ze základních geometrických útvarů jako jsou body, přímky, křivky a mnohoúhelníky

Existují dva základní přístupy ke 2D grafice: vektorová a rastrová grafika. Vektorová grafika ukládá přesná geometrická data, například souřadnice bodů, propojení mezi body (úsečky a křivky) a vyplnění tvarů. Většina vektorových grafických systémů umožňuje použít standardní tvary jako kružnice, čtverce atd.
Naopak základem rastrové grafiky je pravidelná síť pixelů, organizovaná jako dvourozměrná matice bodů. Každý pixel nese specifické informace, například o jasu, barvě, průhlednosti bodu, nebo kombinaci těchto hodnot. Obrázek v rastrové grafice má omezené rozlišení, které se udává počtem řádek a sloupců. Dnes se často kombinuje rastrová a vektorová grafika v souborových formátech jako PDF či SWF.

## 3D počítačová grafika

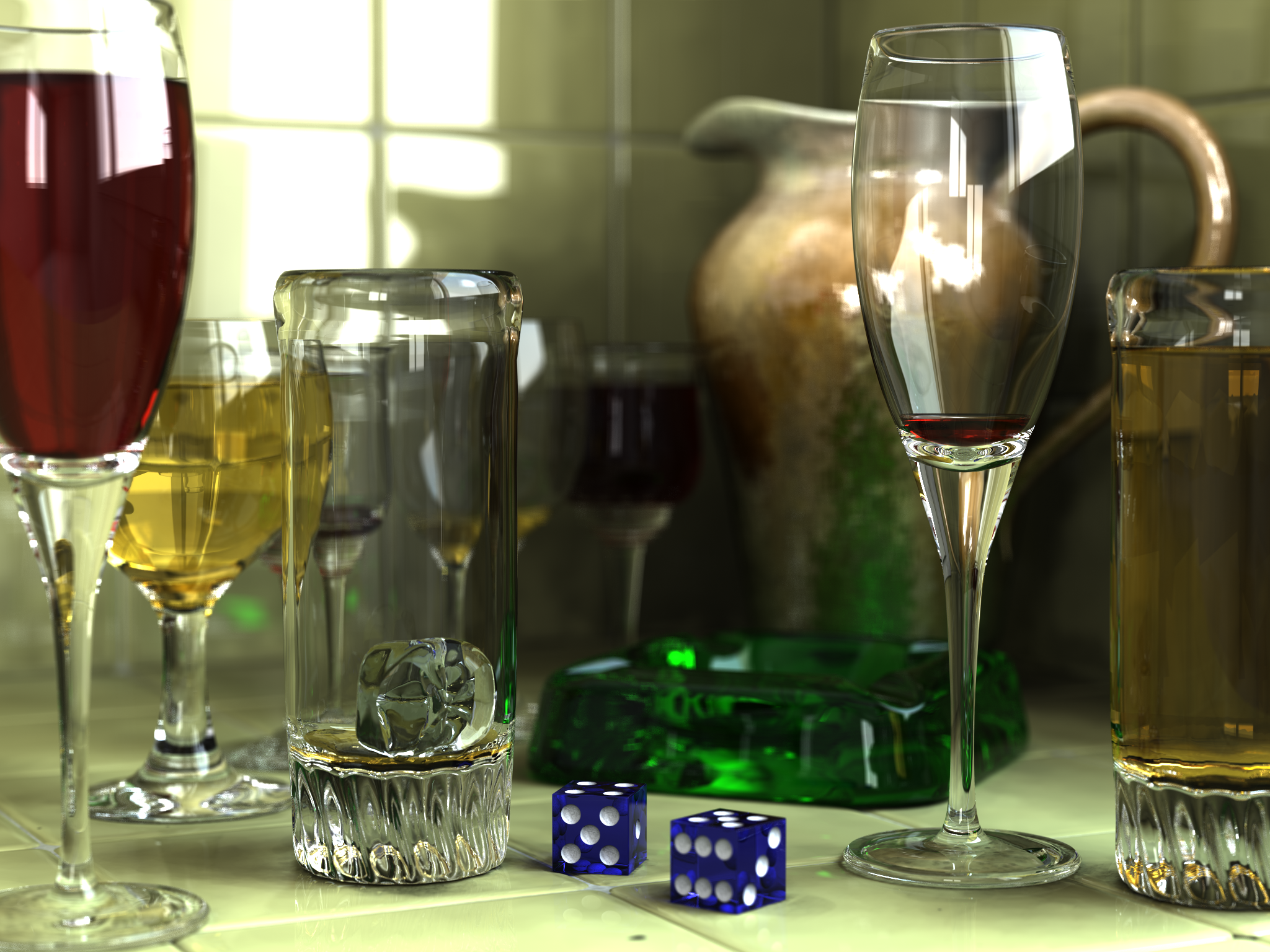
V trojrozměrné grafice je možné dosáhnout velmi realistických výsledků

3D grafika je příbuzná vektorové 2D grafice. Také pracuje se souřadnicemi bodů a informacemi o úsečkách, křivkách a plochách, ale data jsou uložena ve trojrozměrném souřadnicovém systému. Z těchto trojrozměrných dat reprezentujících tělesa je potom renderován 2D obrázek.
Různými technikami se dají ve 3D grafice vytvořit velmi realisticky vypadající obrázky díky věrné simulaci světelných a optických jevů jako jsou stíny, odrazy, lom světla či kaustika. Pokročilé vývojové nástroje umožňují i realistické animace včetně pohybů oděvu, vlasů, vodní hladiny a simulace fyzikálních jevů jako je gravitace a odrazy.

## ASCII art
ASCII art je jedním z nejstarších odvětví počítačové grafiky. Spočívá v reprezentaci obrázků a dalších grafických prvků pomocí písmen a znaků tabulky ASCII. Základy této umělecké disciplíny vznikly již v 19. století s prvními psacími stroji a od 60. let se ASCII art vyvíjel i na poli počítačů.